# Patrick W. Skehan
Patrick William Skehan, né le 30 septembre 1909 et mort le 9 septembre 1980, est un érudit sémitique américain de l'Ancien Testament,.

## Biographie
Il est directeur du département des langues et littératures sémitiques et égyptiennes à l'université catholique d'Amérique et professeur invité à l'Institut biblique pontifical de Rome. Il est nommé secrétaire du Comité consultatif pour le Corpus Scriptorum Christianorum Orientalium (C.S.C.O.). En 1953, Skehan est choisi comme membre de l'équipe de rédaction des manuscrits de la mer Morte aux côtés de Frank Moore Cross, John Allegro, John Strugnell, Dominique Barthélemy, Jean Starcky, Claus-Hunno Hunziger, Joseph Milik et Roland de Vaux, qui est le directeur du projet. Il est ordonné prêtre dans l'Église catholique.